# Улрих фон Труендинген
Улрих фон Труендинген „Млади“ (на немски: Ulrich von Truhendingen; * ок. 1280/пр. 1290; † между 11 юни 1310 и 17 февруари 1311) е граф на Труендинген във Франкония, Бавария.

## Произход
Той е вторият син на граф Фридрих II фон Труендинген († 1290) и съпругата му графиня Агнес фон Вюртемберг († 1305), вдовица на граф Конрад IV фон Йотинген († 1279), дъщеря на граф Улрих I фон Вюртемберг († 1265) и първата му съпруга Мехтхилд фон Баден († сл. 1258). Майка му се омъжва трети път през 1295 г. за граф Крафт I фон Хоенлое-Вайкерсхайм († 1313).
Брат е на Фридрих VIII фон Труендинген († 1332), граф на Труендинген, Фридрих IX († сл. 1291) и Ото († сл. 1300), свещеник във Вюрцбург. Полубрат е на граф Конрад V фон Йотинген († 1313) и Готфрид фон Хоенлое-Мьокмюл († 1339).

## Фамилия
Улрих фон Труендинген се жени пр. 1302 г. за Имагина фон Изенбург-Лимбург († между 1337 и 25 май 1343), дъщеря на граф Йохан I фон Изенбург-Лимбург († 1312) и Уда фон Равенсберг († 1313). Те имат шест деца:
- Улрих († 1311?)
- Фридрих VIII († 21 октомври 1320/7 юни 1324)
- Хайнрих (* пр. 1305 – ?)
- Анна († между 25 май 1331/25 юни 1337), омъжена ок. 4 януари 1321 г. за граф Хайнрих V фон Шаунберг († 1353/1357)
- Елизабет († между 25 май 1331 – 27 октомври 1331), омъжена пр. 1 февруари 1326 г. за граф Бертхолд IV фон Нойфен-Марщетен-Грайзбах († 1342)
- Имагина († сл. 1366)

Имагина фон Изенбург-Лимбург се омъжва втори път 1332 г. за граф Лудвиг VIII фон Йотинген († 1378).